# Thanchot Sonsri

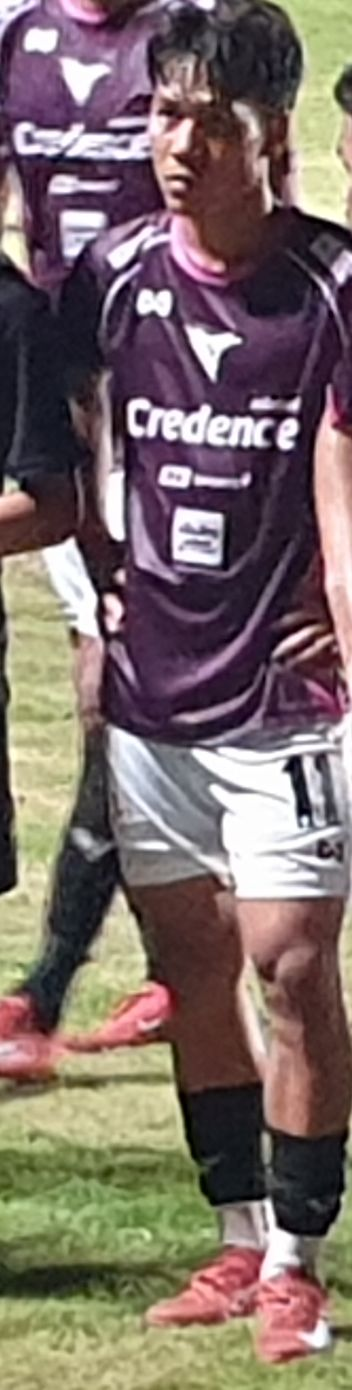

Thanchot Sonsri (thailändisch ธนโชติ ซ้อนศรี; * 7. Juli 2002), auch als Mew bekannt, ist ein thailändischer Fußballspieler.

## Karriere
Thanchot Sonsri erlernte das Fußballspielen in der Mannschaft der Rajvithi Bangkhae Pankham und der Taksin Rayong Secondary School sowie in der Universitätsmannschaft der Thammasat-Universität. Zu Beginn der Saison 2023/24 schloss er sich dem Viertligisten Dome FC an. Mit dem Verein aus Pathum Thani spielte er in der Bangkok Metropolitan Region. Am Ende der Saison feierte er mit dem Verein die Meisterschaft der Region sowie den Aufstieg in die dritte Liga. Nach 27 Ligaspielen wechselte er im Sommer 2025 zum Zweitligisten Chainat Hornbill FC. Sein Zweitligadebüt gab Sonsri am 16. August 2025 (1. Spieltag) im Auswärtsspiel gegen den Pattaya United FC. Bei dem 2:2-Unentschieden stand er in der Startelf und wurde in der 90.+3' Minute gegen Fittaree Khadearee ausgewechselt.

## Erfolge
Dome FC
- Thailand Semi-Pro League – Bangkok Metropolitan: 2024  ▲